# Liste des interstates en Indiana
Les autoroutes inter-États de l'Indiana sont entretenues par le Indiana Department of Transportation (INDOT), à l'exception des routes à péage. Le réseau compte huit autoroutes principales et cinq auxiliaires.

## Autoroutes principales
| Numéro | Longueur (mi) | Longueur (km) | Terminus sud / ouest                                                | Terminus nord / est                                                         | Créée | Notes |
| ------ | ------------- | ------------- | ------------------------------------------------------------------- | --------------------------------------------------------------------------- | ----- | --- |
| I-64   | 123,33        | 198,48        | I-64 à la frontière de l'Illinois près de Griffin                   | I-64 à la frontière du Kentucky à New Albany                                | 1956  | |
| I-65   | 261,27        | 420,47        | I-65 à la frontière du Kentucky à Jeffersonville                    | US 12 / US 20 à Gary                                                        | 1956  | |
| I-69   | 310,02        | 498,93        | US 41 / Veterans Memorial Parkway à Evansville I-465 à Indianapolis | SR 144 près de Bargersville I-69 à la frontière du Michigan près de Fremont | 1956  | À terme, l'I-69 reliera la frontière du Kentucky à Evansville et la frontière du Michigan près de Fremont. |
| I-70   | 156,60        | 252,02        | I-70 à la frontière de l'Illinois à Terre Haute                     | I-70 à la frontière de l'Ohio à Richmond                                    | 1956  | |
| I-74   | 171,54        | 276,07        | I-74 à la frontière de l'Illinois près de Covington                 | I-74 à la frontière de l'Ohio à West Harrison                               | 1960  | |
| I-80   | 151,56        | 243,91        | I-80 / I-94 à la frontière de l'Illinois à Munster                  | I-80 / I-90 à la frontière de l'Ohio près d'Angola                          | 1956  | Indiana Toll Road de la séparation de l'I-80 / I-90 / I-94 à Lake Station jusqu'à la frontière de l'Ohio   |
| I-90   | 156,28        | 251,51        | I-90 à la frontière de l'Illinois à Hammond                         | I-80 / I-90 à la frontière de l'Ohio près d'Angola                          | 1956  | Indiana Toll Road                                                                                          |
| I-94   | 46,13         | 74,24         | I-80 / I-94 à la frontière de l'Illinois à Munster                  | I-94 à la frontière du Michigan près de Michigan City                       | 1956  | |
|        |               |               |                                                                     |                                                                             |       | |

## Autoroutes auxiliaires
| Numéro | Longueur (mi) | Longueur (km) | Terminus sud / ouest                            | Terminus nord / est                            | Créée | Notes |
| ------ | ------------- | ------------- | ----------------------------------------------- | ---------------------------------------------- | ----- | --- |
| I-265  | 6,73          | 10,83         | I-64 / US 150 à New Albany                      | I-265 à la frontière du Kentucky               | 1977  | Route de ceinture extérieure autour de Louisville, KY                                                                                             |
| I-275  | 3,16          | 5,09          | I-275 à la frontière du Kentucky à Lawrenceburg | I-275 à la frontière de l'Ohio à Hidden Valley | 1962  | Route de ceinture autour de Cincinnati, OH |
| I-465  | 52,79         | 84,96         | Ceinture autour d'Indianapolis                  | Ceinture autour d'Indianapolis                 | 1959  | |
| I-469  | 30,83         | 49,62         | I-69 près de Fort Wayne                         | I-69 près de Fort Wayne                        | 1989  | |
| I-865  | 4,72          | 7,60          | I-65 près de Royalton                           | I-465 près de Zionsville                       | 2002  | Lien entre l'I-465 et l'I-65 au nord-ouest d'Indianapolis; renumérotée d'I-465 à I-865 pour éliminer l'intersection à trois directions de l'I-465 |
|        |               |               |                                                 |                                                |       | |